# Луазо, Натали
Натали́ Луазо́ (фр. Nathalie Loiseau; род. 1 июня 1964, Нёйи-сюр-Сен) — французский карьерный дипломат и политик, ответственный министр по европейским делам при министре иностранных дел (2017—2019).

## Биография
Урождённая Натали Дюкуломбье (Ducoulombier).
Окончила Институт политических исследований и Национальный институт восточных языков и цивилизаций, где учила китайский язык. С 1986 по 1988 год работала в Дирекции информации и прессы Министерства иностранных дел Франции. В 1993—1995 годах являлась советником министра иностранных дел Алена Жюппе, в 2002—2005 годах — секретарём французских посольств в Индонезии, Сенегале и Марокко, а также пресс-секретарём посольства в США. Кроме того, занимала пост директора по проблемам человеческих ресурсов в генеральной дирекции Управления модернизации Министерства иностранных и европейских дел.
В 2012 году новым министром иностранных дел стал Лоран Фабиус, и Луазо прервала свою карьеру в МИД. В этом же году назначена директором Национальной школы администрации. Своей целью в этой должности объявила достижение большей диверсификации будущих кадров государственной службы. В частности, к 2014 году доля женщин среди студентов впервые достигла показателя 45 %.

### Политическая карьера
21 июня 2017 года назначена ответственным министром по европейским делам при министре иностранных и европейских дел во втором правительстве Филиппа.
27 марта 2019 года ушла в отставку для подготовки к очередным европейским выборам (Луазо возглавила список блока партии «Вперёд, Республика!» и Демократического движения).
По итогам выборов 26 мая 2019 года за возглавляемый Луазо коалиционный список проголосовали 5 076 464 (22,4 %) избирателей, что обеспечило ему 23 депутатских места из 74, отведённых Франции в Европарламенте (в случае выхода Великобритании из ЕС будут добавлены ещё пять). Столько же мест досталось Национальному объединению, которое потеряло одно место по сравнению с итогами выборов 2014 года.

## Награды
- Кавалер ордена Почётного легиона (13 июля 2010)[9]
- Офицер ордена «За заслуги»[10]
- Командор ордена Данеброг (Дания)